# Natron
Pour les articles homonymes, voir Natron (homonymie).
Le natron ou atroun (nom tiré du Ouadi Natroun, vallée appelée « Champ-de-sel » en égyptien ancien) désigne d'abord un minéral, le carbonate de sodium décahydraté de formule chimique Na2CO3 • 10 H2O. Mais c'est aussi une roche évaporitique qui a la singulière propriété, en présence d'eau ou d'humidité, de développer à sa surface le minéral natron (souvent accompagné de diverses impuretés).
Cette roche parfois massive contient principalement des dépôts carbonatés et hydrogénocarbonatés alcalins à base de trona, de bicarbonate de sodium ou nahcolite et d'autres carbonates hydratés, comme le monohydrate de carbonate de sodium ou thermonatrite, susceptible de redonner en milieu humide et frais du carbonate de sodium décahydraté.
Ce corps chimique naturel, dénommé autrefois alcali minéral ou simplement das Soda en allemand, se présente aussi sous la forme d'une substance blanche, évanescente et éphémère, que l'on trouve au bord de certains lacs sodés, temporaires ou permanents, à eaux saumâtres du désert.

## Description minéralogique et géotype
Le natron a été décrit en minéralogie par Wallerius en 1747. La matière est néanmoins connue depuis la haute Antiquité en Égypte. Les reines d'Égypte de la haute Antiquité s'en servaient, mêlé à de l'eau, pour clarifier le teint du corps. On utilisait aussi le natron mêlé à de l'eau pour blanchir les dents après le brossage de celles-ci.
Le mot natron, équivalent à soude minérale, soude carbonatée ou alcali fixe minéral en français, est apparenté au terme latin natrium, qui via l'allemand Natrium est à l'origine du symbole du sodium, Na. Le mot natron nous est parvenu par l'arabe natrūn, qui semble l'avoir hérité du grec hellénistique nítron, cette dernière langue l'ayant emprunté évidemment au monde égyptien. Selon Rupert Hochleitner, opus cité, il existe le mot grec ancien natron, apparenté au verbe naptô, signifiant "laver".
Dans les textes médicaux latins, le mot nitrum signifiait natron, et ne doit pas être traduit par « nitre ».
Romé de L'Isle le décrit sous l'appellation de cristaux d'alkali fixe minéral dans son ouvrage fondateur de la cristallographie. L'abbé René Just Haüy le décrit simplement comme de la soude carbonatée hydratée dans son Traité de minéralogie paru en 1801.
Selon l'IMA, le géotype est le site de Ragtown, dans l'état du Nevada, aux États-Unis.

## Description physico-chimique et altération
Le système cristallin du minéral pur est monoclinique. Son éclat est vitreux, transparent à translucide et sa couleur incolore à blanche. La solubilité du minéral dans l'eau pure augmente avec la température : 215,8 g/litre d'eau à 20 °C, 445 g/litre à 80 °C.
Ce corps chimique naturel potentiellement abondant est hygroscopique : il absorbe l'humidité, c'est pourquoi les échantillons nettoyés à l'alcool doivent être placés en sachet ou boîte hermétique, à l'abri de l'air (humide). Le natron plongé dans l'acide chlorhydrique bouillonne.
Il colore la flamme en jaune par ses cations Na.
Il a parfois un goût de lessive, produit basique typique du commerce. Sa saveur est alcaline à piquante. Il possède des propriétés antibactériennes.
Le minéral Na2CO3 • 10 H2O s'effleurit à l'air sec et chaud, en se transformant en thermonatrite Na2CO3 • H2O pulvérulente. Par chauffage asséchant, il est possible d'obtenir de la soude Na2CO3 appelée natrite en minéralogie. C'est une utilisation de la roche générique natron.

### Cristallochimie et cristallographie
Les formes obtenues au laboratoire par évaporation d'une solution aqueuse de carbonate de sodium montrent la prépondérance des faces planes (100), (010) et (011), avec aplatissement sur la seconde (O10).
Le plan des axes optiques est perpendiculaire à (010).

## Occurrence
Les lacs plus ou moins temporaires des dépressions du Sahara, au contraire des véritables oasis, ne disposent souvent que d'une eau saumâtre et saline, riche en chlorure de sodium NaCl et bicarbonate de sodium NaHCO3 dissous ; aussi du natron se forme-t-il dans les bassins recevant les eaux usées. Il est exploité depuis la haute Antiquité.
Sa sensibilité à l'altération à l'air chaud et sec du désert est déjà mentionnée. La collecte de ce minéral instable, formé pendant le rafraîchissement nocturne probablement par le rôle de bactéries halines et alcalines accumulant et triant en milieu humide les différents carbonates, doit être impérativement opérée avec le soleil levant. Ce rite à l'aube solaire de cueillette de fleurs alcalines explique probablement sa renommée antique.[réf. nécessaire]
Notons que les lacs contenant en solution du natron restent des milieux à développement bactérien très spécifique, responsable notamment du fleurissement du natron sous certaines conditions météorologiques. L'effet bactéricide du natron est sélectif au milieu vivant acide ou très légèrement basique ou acide, par exemple typique de la peau humaine. Les eaux natronées peuvent également contenir des quantités importantes de cyanobactéries genre Arthrospira (spiruline), qui servaient à préparer des galettes protéinées d'algues bleu-vert nommées dihé dans la région des ouadis tchadiens.

## Gîtologie et gisements
Le natron Na2CO3 • 10 H2O est essentiellement d'origine évaporitique et se forme en toute pureté minérale sous forme d'efflorescences surtout lors de l'évaporation de lacs riches en bicarbonate de sodium et autres sels de sodium.
Alfred Lacroix constatait en 1900 pourtant l'existence virtuelle du minéral natron. Il ne doutait point que du carbonate de sodium fût en dissolution dans l'eau des lacs salés des régions désertiques, notamment dans les étendues du Soudan antique, mais aussi dans les sources thermales carbonatées alcalines. Mais il faut que la cristallisation par évaporation, efficace si T < 20 °C, soit nocturne dans ses milieux tropicaux désertiques et s'opère dans des conditions spéciales (vent nocturne et du matin, assèchement de limon, rosée, chute thermique progressive durant la nuit). Une fois la mare salée desséchée, le natron se transforme en thermonatrite. Placé sans protection sous les ardeurs du soleil, le minéral se pulvérise en thermonatrite. Les minéralogistes disent, non sans humour, que ce minéral est surtout en solution dans les lacs alcalins et sodés.
Le natron est attesté dans les roches ignées alcalines, par exemple dans les monts Lozovero, péninsule de Kola en Russie et au Mont Saint-Hilaire, au Québec ainsi que dans diverses roches volcaniques et dans des cratères lunaires et supralunaires, comme sur le cratère Goussev sur Mars. Par exemple, en Norvège, il peut être présent à l'état primaire dans l'ékerite granitique du comté de Rogaland, le granite du Buskerud ou la minette du Télémark, voire les associations de cristaux rhomboédriques porphyriques avec l'anorthose.
Le natron se trouve également dans les dépôts des fumerolles de l'Etna et du Vésuve. Alfred Des Cloizeaux l'a observé dans les laves et les sources thermales de La Soufrière en Guadeloupe. Il s'en récupère au voisinage des sources d'eaux chaudes en Turquie et en Italie, par exemple à Larderello en Toscane.
Des gisements de natron en lits protégés se trouvent néanmoins en Libye, en Égypte près des lacs Amers, au Tchad dans les montagnes du Tibesti, au Kenya, au Botswana, aux États-Unis, par exemple en Californie au voisinage de la Vallée de la Mort, dans le Colorado ou le Wyoming, au Canada notamment à Atlin ou près du lac Goodenough, district de Clinton en Colombie britannique, en Australie du Sud mais aussi en Turquie et en Italie, dans les déserts alcalins, en Mongolie et en Chine (Gobi), en Iran, au Tibet, dans les salars de Bolivie et d'Argentine, en Hongrie...

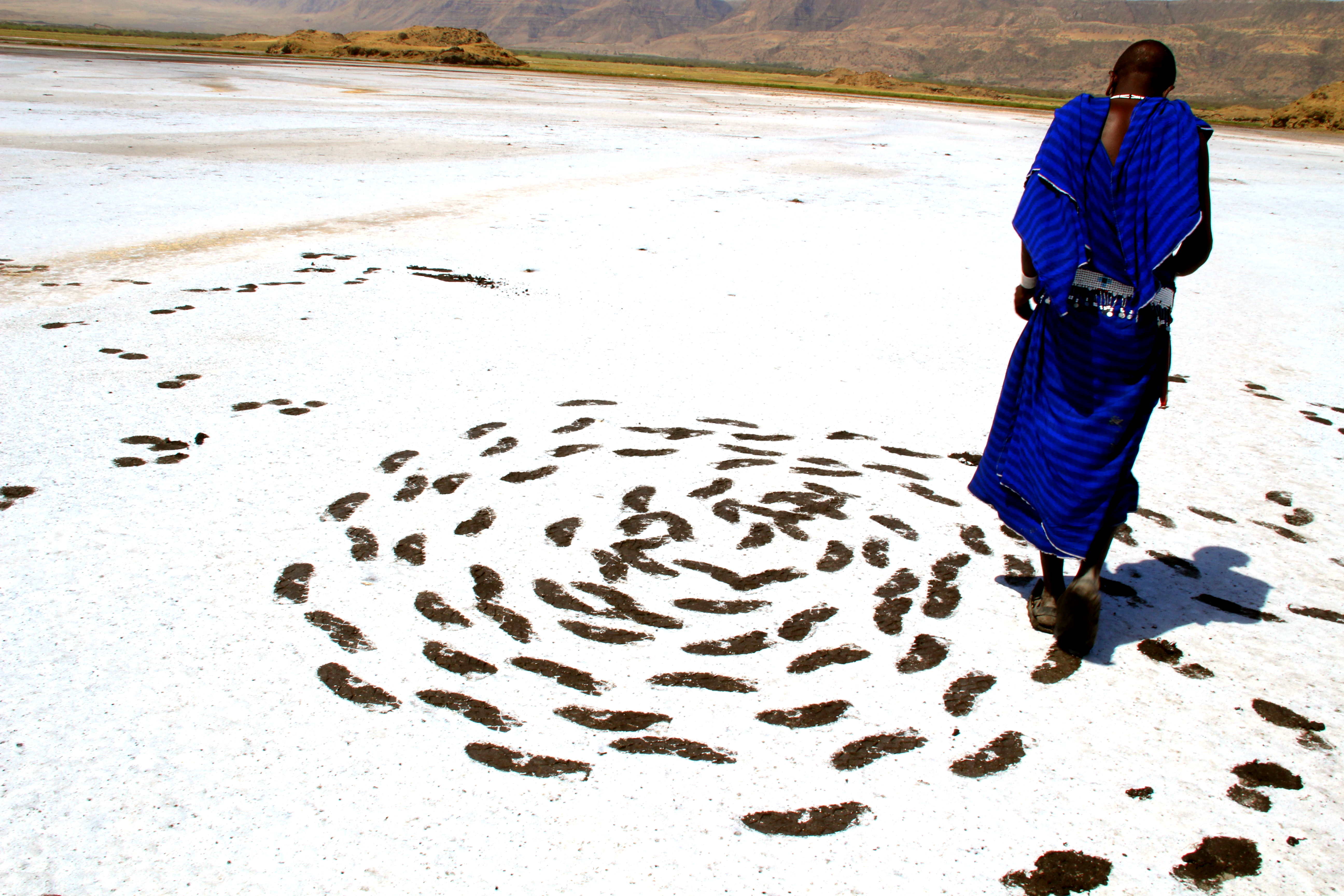
Un Masaï marche sur une efflorescence saline et probablement alcaline de natron. Il est parfois possible de s'initier aux dessins sacrés ou aux glyphes sur ces surfaces.

La roche évaporite peut contenir des impuretés parfois conséquentes en sels de sodium, de magnésium... sous forme de chlorures, de sulfates ou de borates. Les impuretés les plus communes sont le bicarbonate de sodium, la halite et la mirabilite, soit le sel de Glauber des Anciens.
Il n'est pas absent des grands dépôts d'évaporites fossiles, comme dans les mines de sels alpines, par exemple à Bex en Suisse ou à Hall d'Autriche.
Minéraux associés dans les évaporites : mirabilite, thénardite, épsomite, thermonatrite, trona, nahcolite, natrite, gaylussite, borax, halite, calcite, monohydrocalcite, pirssonite, baylissite, chalconatronite.

### Gisements relativement abondants ou potentiellement caractéristiques
Dépôts d'évaporites fossiles ou apparitions potentielles de natron
- Australie

Australie du sud
- Autriche

Mine de sel de Seewinckel, Burgenland
- Bolivie

Potosi
- Botswana
- Canada

Atlin ou district de Clinton, Colombie britannique
Carrière poudrette, Mont-Saint-Hilaire, Québec
- Chine

Région autonome du Tibet
Région autonome du Xingjiang
- Chili
- Égypte

bloc incorporé dans le temple Dendur
région des lacs Natron ou des lacs amers (Nitrie (Égypte))
- États-Unis

comtés d'Inyo, de San Bernardino et de Lake, Californie
Lac Soda, Vallée San Luis, Alamoso, Colorado
Nevada
Alkali Lake, Oregon
comté d'Okanogan, état de Washington
- Éthiopie

Lac Shalah
- Hongrie
- Iran
- Italie
- Kenya
- Libye
- Mexique

Lac Texcoco, province de Mexico
- Mongolie

désert du Gobi
- Russie

péninsule de Kola
- Suisse

Mine de Bex
- Tchad
  - Trou au Natron
  - Emi Koussi
- Turkménistan
- Turquie

## Usage
Il y a plus de quatre mille ans, les céramistes et chaufourniers égyptiens ont découvert qu'en chauffant de la silice (sable), avec du natron asséché et purifié, transformé en soude, et de la chaux vive, ils fabriquaient une matière plus ou moins vitreuse et transparente. En ajoutant certains ingrédients ou poudres minérales colorées au mélange, ces premiers verriers obtenaient des verres diversement colorés.
Le natron, et d'une manière générale le natron purifié et chauffé que nous pouvons dénommer soude, servait également au blanchiment du linge, à la préparation du cuir et à la conservation de la viande. Le natron montre des propriétés antibactériennes. Employé sec, il peut déshydrater les chairs ; en solution aqueuse, il amollit les matières organiques.
L'analyse chimique pondérale donne en masse 21,6 % Na2O, 15,4 % CO2 et 63 % H2O. Même s'il est moins concentré en soude que le trona, le natron est une matière première naturelle, localement abondante, de la soude ou carbonate de sodium, dans l'industrie chimique, en particulier en Égypte, en Russie et les anciens pays orientaux soviétiques.

### Utilisation dans l'Égypte antique
Le natron était déjà connu des Égyptiens de l'Antiquité qui l'appelaient neter, de l'ancien égyptien nṯr(ĵ), terme qui rappelle qu'ils l'extrayaient d'un lac asséché dans le désert de Nitrie.
On distinguait vraisemblablement diverses variétés de natron égyptien :
- le minéral pur natron, véritable fleur alcaline cueillie au lever du soleil, et sans doute réservée aux rois, nobles princes et pharaons, pour les rites sacrés de momification[17] ;
- la roche natron plus ou moins impure, le plus souvent à faible teneur en natron ou thermonatrite, à forte teneur en trona ou en nahcolite (bicarbonate de sodium). C'est toutefois la thermonatrite qui engendre en présence d'eau le minéral natron le plus efficacement ;
- des mélanges artificiels divers plus ou moins secs, contenant parfois du natron et(ou) du trona, mais surtout avec du nahcolite et du sel, pour des usages spécifiques. Il apparaît aussi dans les régions arides africaines des efflorescences également qualifiées de natron. Ce sont des remontées capillaires d'eaux souterraines apportant momentanément au niveau du sol diverses roches évaporites très souvent blanches. Si le sol est fortement alcalin, il y a de fortes chances pour que l'analyse prouve la présence de natron.

Remarquons que cet emploi généralisé du terme neter ou peut-être de ses déclinaisons ou variantes anciennes, s'applique à toute apparition saline ou évaporitique, souvent blanche compacte, crevassée ou filamenteuse, sur n'importe quelle surface ou paroi humide ou humidifiée. On comprend alors l'évolution de sens qui finit par désigner la classe des alcalis ou corps alcalins naturels (plus ou moins souvent encroûtés) étendue à celle des nitrates, et finalement le nitre ou salpêtre.
Les Égyptiens utilisaient ces produits pour de nombreux usages :
- produit générique de nettoyage ménager, réparti et frotté à sec ;
- agent détergent à base d'eau[18] ;
- produit technique de désinfection (insecticide, bactéricide) et antiseptique médical pour blessures légères ;
- agent de conservation des aliments (poissons, viandes), à dose sèche mesurée, probablement souvent en association avec le sel ;
- agent (desséchant, agrégeant ou durcisseur ?) dans la préparation des cuirs et la confection textile ;
- agent de nettoyage, d'abrasion ou de collecte de métaux nobles, composant de flux de brasage en métallurgie ;
- produit équivalent asséché et purifié de la soude dans la préparation des verres et céramiques ;
- ingrédient de couleur tel quel constituant le bleu égyptien des céramiques ;
- ingrédient dans les huiles d'éclairage brûlant sans fumée (lampes à huile de castor) ;
- pour la propreté et les soins du corps, à faible dose sèche en particulier les dents, les bains de bouches et surtout en association avec de l'huile odorante pour la toilette[19] ;
- pour les soins mortuaires, en particulier la momification des personnalités[20], où il est le principal agent de conservation utilisé. Contrairement à l'idée répandue par certains traducteurs d'Hérodote, qui visita l'Égypte au Ve siècle avant notre ère, les embaumeurs n'utilisaient pas ce produit sous forme de salage mais en solution liquide et les cadavres étaient plongés dans des bains de natron. Il servait à déshydrater le corps. À l'époque ptolémaïque, cette substance était un monopole royal, et, plus tardivement, sous la domination arabe, elle représentait encore une source de revenu considérable pour le gouvernement.

Il y a plus de quatre mille ans, peut-être même plus de cinq mille ans puisque le natron a vraisemblablement très tôt été purifié et stocké sous forme solide et sèche, les Égyptiens, excellents connaisseurs de l'art nommé kemia, ont observé la similitude de matière entre le natron purifié, chauffé et asséché en vase clos, et la partie soluble dans l'eau des cendres de végétaux de chénopodiacées calcinés poussant sur des terres salifères ou salisols identiques aux milieux des lacs salés. On peut parler d'identité au niveau de la langue égyptienne antique, car la dénomination du natron est la même pour le minéral et le produit basique préparé. Il s'agit de la soude, le premier alcali minéral connu. Les chaufourniers ont très vite su accroître le pouvoir alcalin de la soude, en la chauffant avec de la chaux, c'est-à-dire en la caustifiant, pour obtenir de la soude caustique.

### Utilisation dans la Rome antique
Il s'agit plus souvent de la roche impure, le plus souvent à base de trona et de nahcolite, transporté par des navires. Outre la médecine et les produits de nettoyage et/ou d'hygiène, ce sont les verriers et les céramistes qui utilisent cette matière qualifiée par le terme générique alcali. Le natron est un alcali minéral des alchimistes.

### Exploitation traditionnelle ou industrielle
La roche natron a été exploitée depuis la plus haute antiquité. Les Français ont eu accès aux régions de production dès le milieu du XIXe siècle et nomment les sites d'exploitation des natronières. Ils constatent une activité de récolte traditionnelle, auquel tend à se superposer une exploitation plus moderne. Certains pays, ne disposant pas au départ d'industrie chimique sophistiquée et par conséquent de moyens de développer le procédé Solvay, ont maintenu cette récolte minière à faible coût dans les natronières et fondé une industrie de traitement, de purification et de dessiccation de carbonates, qui livre du natron commercial, en réalité du carbonate de sodium plus ou moins pur ou sec.

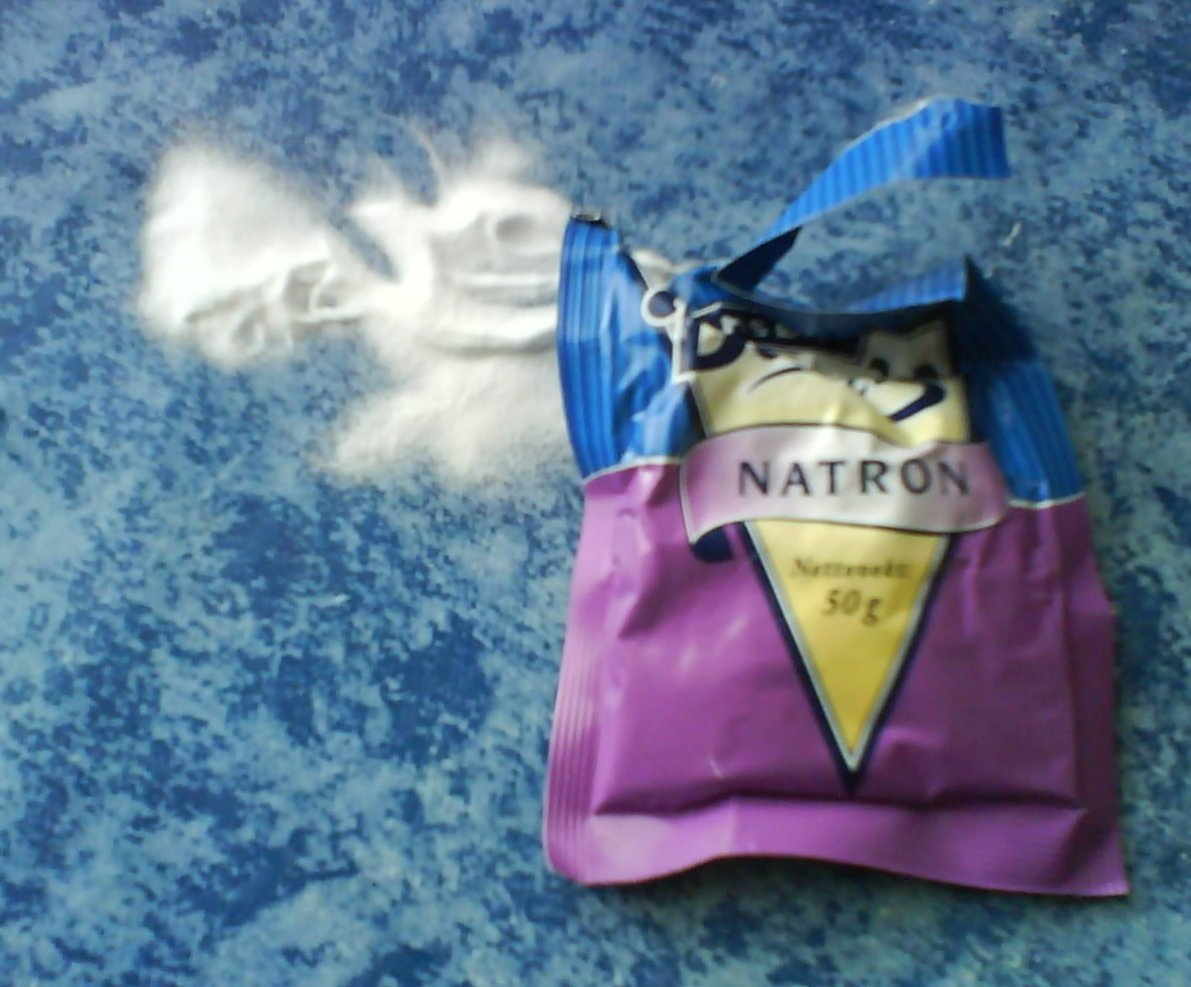
Contenu d'un sac de natron (matière récoltée plus ou moins sèche, parfois carbonate de sodium anhydre et impure).

Pendant la Belle Époque, un natromètre est un instrument servant à mesurer la soude ou la potasse des produits commerciaux.

## Histoire de la chimie
Le chimiste Claude-Louis Berthollet et les savants de l'expédition d'Égypte en 1799 ont étudié avec intérêt in situ les dépôts des grands lacs salés égyptiens, en particulier du natron. Le premier a postulé une réaction de formation réversible, dans le cadre des équilibres chimiques de la chimie lavoisienne :
2 NaClaq en saumure saturée + CaCO3 solide = Na2CO3 • 10 H2O précipité solide  + CaCl2 aq
La réaction inverse était bien connue en laboratoire : les sels des cations calcium précipitent en présence de carbonate. La réaction proposée de formation directe du natron existe, mais est très lente, dans des conditions évaporitiques et nécessite des saumures très concentrées, râpant véritablement par effet corrosif (notamment électrochimique) la roche calcaire encaissante.
La conversion du sel en soude, contrairement à la proposition de Berthollet, est beaucoup plus due à la présence d'eaux saumâtres apportées par la pluie du désert salin ou par des sources intermittentes, eaux naturellement chargées en hydrogénocarbonate de sodium NaHCO3 et en chlorure de sodium. Le rapport entre les teneurs en ions hydrogénocarbonates et alcalins, comme Na+... et les teneurs en ions alcalino-terreux Ca2+ et Mg2+, est crucial pour l'évolution des saumures naturelles et la formation des roches évaporites, en particulier leurs minéraux de constitution primaire. La première étape consiste dans tous les cas de figures dans la précipitation chimique des carbonates alcalino-terreux, du type calcaire (calcite/aragonite) CaCO3 et dolomie (Ca, Mg)CO3. Dans ce cas où les ions hydrogénocarbonates et alcalins demeurent en bien plus fortes concentrations que toutes autres espèces ioniques en solution aqueuse, la formation de sels à base de carbonate de sodium, comme le natron et de NaCl, voire de trona, est la seconde étape inévitable.